# Diprotodon
Diprotodon byl největší dosud známý vačnatec. Žil v Austrálii a vyhynul asi před 40 000 lety. Byl příbuzný vombatům, ale velikostí a způsobem života připomínal spíše hrochy nebo nosorožce. Samci dorůstali výšky dva metry, délky přes tři metry a vážili až tři tuny. Samice byly znatelně menší. Jméno „diprotodon“ znamená řecky „dva přední zuby“. Získal je pro zvětšené řezáky, jimiž ožíral stromovou kůru. Měl také silné drápy, kterými vyhrabával kořínky.
Vymizení diprotodonů a dalších představitelů australské megafauny je dosud předmětem dohadů. Někteří je vysvětlují změnami klimatu, které vedly k nedostatku rostlinné potravy, jiní zase příchodem prvních lidí na australský kontinent.